# Digna
Digna – miejscowość i gmina we Francji, w regionie Burgundia-Franche-Comté, w departamencie Jura.
Według danych na rok 1990 gminę zamieszkiwało 326 osób, a gęstość zaludnienia wynosiła 96 osób/km² (wśród 1786 gmin Franche-Comté, Digna plasuje się na 433. miejscu pod względem liczby ludności, natomiast pod względem powierzchni na miejscu 930.).